# Ferdinand de Lesseps (paquebot)
Le Ferdinand de Lesseps est un paquebot construit en 1951 par les Forges et Chantiers de la Gironde de Bordeaux pour les Messageries maritimes. Il est lancé le 21 juillet 1951 et mis en service le 3 octobre 1952. En 1969, il est vendu à la compagnie K. Efthymiades qui le converti en navire de croisière à Perama sous le nom de Delphi. En 1976, il est désarmé au Pirée, puis vendu à la compagnie Perlus Cruises l’année suivante et renommé La Perla. En janvier 1980, il est détenu à Liverpool et vendu à la compagnie Intercruises qui le rebaptise La Palma. En 1992, il est acheté par la compagnie Navicruises Shipping, mais conserve son nom. En 1996, il est désarmé au Pirée puis détenu dans ce même port à partir de 1997. En 2003, il est vendu à la casse. Il arrive à Alang sous le nom de Sagar le 13 juillet 2003 et est détruit.

## Histoire
Le Ferdinand de Lesseps est un paquebot construit en 1951 par les Forges et Chantiers de la Gironde de Bordeaux pour les Messageries maritimes. Il est lancé le 21 juillet 1951 et mis en service le 3 octobre 1952. En 1962, il a subi le cyclone Jenny dans un port à La Réunion sans trop d'avaries.
En 1969, il est vendu à la compagnie K. Efthymiades qui le converti en navire de croisière à Perama sous le nom de Delphi.
En 1976, il est désarmé au Pirée, puis vendu à la compagnie Perlus Cruises l’année suivante et renommé La Perla.
En janvier 1980, il est détenu à Liverpool et vendu à la compagnie Intercruises qui le rebaptise La Palma. En 1992, il est acheté par la compagnie Navicruises Shipping, mais conserve son nom. En 1996, il est désarmé au Pirée puis détenu dans ce même port à partir de 1997. En 2003, il est vendu à la casse. Il arrive à Alang sous le nom de Sagar le 13 juillet 2003 et est détruit.

## Navires-Jumeaux
Il a trois navires jumeaux:
- le La Bourdonnais, détruit en 1977 à Perama.
- l’Oceanos, coulé le 4 août 1991.
- le Pierre Loti, détruit en 1986 à Salamine.